# Mabompré
Mabompré is een dorp in de Belgische provincie Luxemburg en een deelgemeente van Houffalize. In Mabompré liggen ook nog de dorpjes Engreux, Bonnerue en Vellereux.

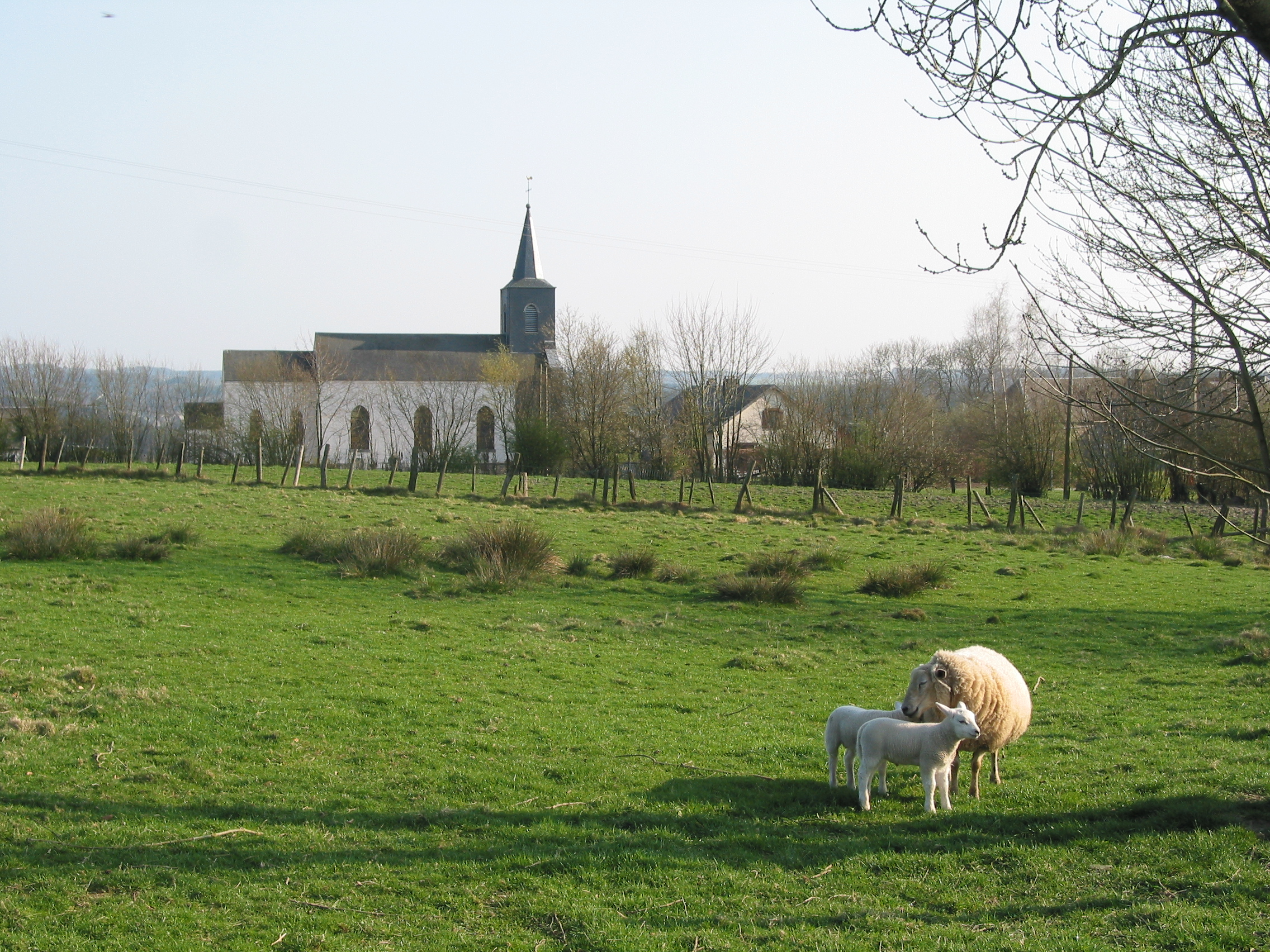
Zicht op Mabompré

## Geschiedenis
Op het eind van het ancien régime werd Mabompré een gemeente. In 1823 werden bij gemeentelijke herindelingen in Luxemburg veel kleine gemeenten samengevoegd en buurgemeente Vellereux werd met zijn gehuchten Bonnerue en Engreux bij Mabompré gevoegd.
Bij de gemeentelijke fusies van 1977 werd Mabompré een deelgemeente van Houffalize.

## Demografische ontwikkeling
- Bronnen:NIS, Opm:1831 tot en met 1970=volkstellingen

## Bezienswaardigheden
- De Église Saint-Martin

Deelgemeenten: Houffalize · Mabompré · Mont · Nadrin · Tailles · Tavigny · Wibrin

Overige kernen: Achouffe · Alboumont · Bœur · Bonnerue · Buret · Cetturu · Chabrehez · Cowan · Dinez · Engreux · Filly · Fontenaille · Mormont · Ollomont · Pisserotte · Sommerain · Taverneux · Vellereux · Vissoûle · Wandebourcy · Wilogne

Belgische gemeenten · Arrondissement Bastenaken · Luxemburg · Wallonië